# Art Angels
Art Angels é o quarto álbum de estúdio da musicista canadense Grimes. Foi lançado digitalmente em 6 de novembro de 2015 pela 4AD e em formato físico em 11 de dezembro. Boucher começou a planejar o disco em 2013 como a continuação do seu terceiro álbum de estúdio Visions; no entanto, por razões desconhecidas, ela descartou a maior parte do material dessas sessões e iniciou um nova série de gravações em 2014. A faixa "Realiti", que veio das gravações anteriores, foi lançada como uma demo em 2015.
Art Angels foi descrito como sendo mais acessível do que os álbuns anteriores de Boucher, porém mantendo suas influências experimentais. O álbum conta com participações da rapper taiwanesa Aristophanes e da cantora americana Janelle Monáe. O álbum gerou três singles — "Flesh Without Blood", "Kill V. Maim" e "California" — bem como videoclipes para várias faixas. Art Angels vendeu 11.000 cópias em sua primeira semana no Estados Unidos e se tornou o álbum de maior sucesso de Boucher até hoje. O álbum foi recebido com ampla aclamação da crítica e foi classificado por várias publicações como um dos melhores álbuns de 2015.

## Antecedentes

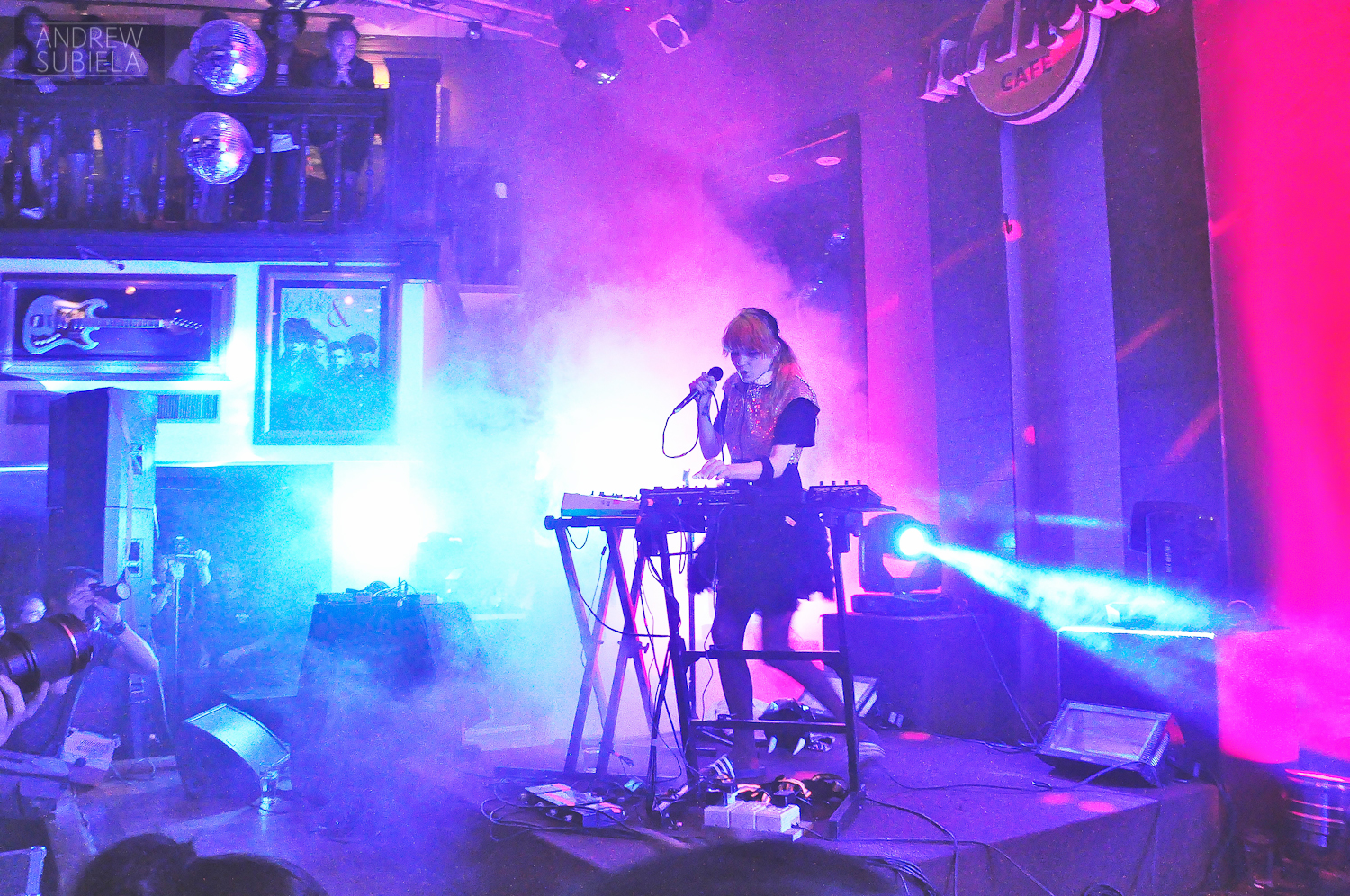
Grimes durante um show em Gotemburgo, Suécia em agosto de 2013.

A constante turnê de Boucher em 2013 para promover seu álbum de 2012, Visions, quase a levou a um colapso físico no final do ano, levando-a a um ponto em que ela se lembrava de "levantar a mão e agarrar um pedaço de [seu] cabelo, e [ela] poderia simplesmente arrancá-lo". Ela também se cansou de como a indústria musical ignorou suas habilidades técnicas, que se concentrariam em ser uma "mulher musicista" e em ter uma "voz feminina"; ela respondeu a essas generalizações com "sim, mas eu sou uma produtora e passo o dia todo olhando gráficos e equalizadores e fazendo um trabalho realmente técnico". Quando os meios de comunicação começaram a publicar suas publicações no Tumblr como manchetes, ela escreveu uma publicação em seu blog sobre sua deturpação na mídia e o sexismo que ela enfrentou na indústria da música, declarando "eu não quero que minhas palavras sejam tiradas de contexto. Não quero ser infantilizada porque me recuso a ser sexualizada [...] estou cansada da estranha insistência de que preciso de uma banda ou preciso trabalhar com produtores externos  [sic]". Estar em um estado "instável" e "além de exausta", juntamente com sua frustração com a mídia, fez com que ela considerasse encerrar o projeto Grimes e somente escrever músicas para outros artistas, ou pelo menos deixar sua vida aos olhos do público contida. Suas experiências, no entanto, eventualmente começaram a fortalecer sua convicção de ser uma artista solo. Em uma entrevista de 2015 do The Fader, Boucher afirmou que enquanto trabalhava em estúdios de música "havia [todos] esses engenheiros [que não a deixavam] tocar no equipamento [...] e então um produtor masculino entrava, e ele tinha permissão para fazer isso". Esses incidentes, que ela descreveu como sexistas, a deixaram "desiludida com a indústria da música" e a fizeram "perceber que o que [ela] estava fazendo é importante".

## Gravação e produção

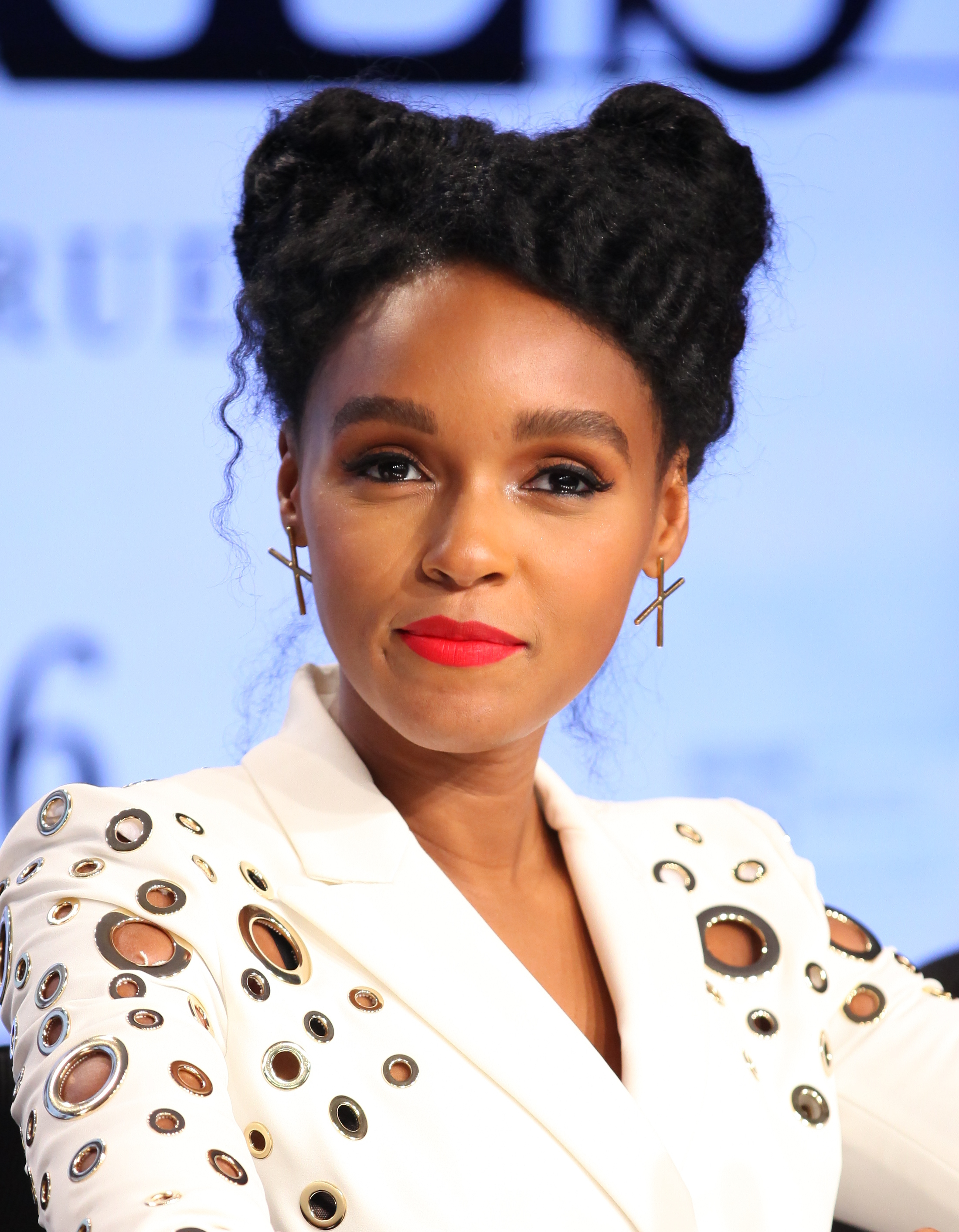
A cantora americana Janelle Monáe contribuiu com os vocais para a faixa "Venus Fly".

Musicalmente, o álbum foi descrito como pop, synth-pop, art pop, indie pop, e dance. Boucher produziu e projetou todas as faixas do álbum sozinha. Ela começou a usar o Ableton Live depois de gravar Visions inteiramente no GarageBand e também aprendeu a tocar guitarra, bateria, teclas, ukulele e violino para explorar novas direções musicais no Art Angels. Percebendo que era "muita pressão" pagar por hora para trabalhar em um estúdio profissional, o álbum foi gravado por Boucher em seu estúdio caseiro em Los Angeles, Califórnia.
Em 2014, Boucher havia produzido "centenas de músicas" para seu próximo álbum, a maioria das quais não foi incluída em Art Angels. Ela descreveu a gravação dessas faixas como "este período em que eu não tinha como lidar com nada, então eu estava escrevendo essas músicas realmente deprimentes, e nada era divertido". Além das faixas serem muito sombrias, Boucher também rejeitou as faixas que ela havia feito durante esse tempo porque elas não eram uma departura sonora suficiente de Visions. O single "Go" de Boucher de 2014, gravado durante essas sessões, foi originalmente escrito para a cantora barbadense Rihanna; porém, depois que Rihanna rejeitou a faixa, Boucher a lançou como uma "surpresa" sob seu pseudônimo de Grimes. A resposta negativa ao single dos fãs, que acreditavam que Boucher estava "cedendo a rádio", levou os meios de comunicação a relatar que essa era a razão pela qual ela havia começado novamente a gravar um novo álbum. Boucher afirmou que isso era falso e comentou que "Go" e as outras faixas que ela havia cortado não eram de um álbum completo; eram apenas músicas que não tinham entrado no Art Angels. Mais tarde, ela afirmou que consideraria liberar o material arquivado gratuitamente em algum momento no futuro.

## Lançamento
Em 8 de março de 2015, Boucher lançou um videoclipe para a versão demo de sua música "Realiti" como presente para seus fãs. "Realiti" foi produzido durante as sessões de gravação descartadas para Art Angels e não pretendia ser incluída na versão final de seu quarto álbum. Boucher afirmou que a versão demo que ela lançou "não foi mixada ou masterizada", pois ela "perdeu o arquivo Ableton [da canção]". Apesar de Boucher considerar a demo como "um pouco de uma bagunça", "Realiti" foi bem recebida pela crítica e pelos fãs, o que a levou a considerar incluir uma nova versão da música no lançamento final de Art Angels. Quando a lista de faixas de Art Angels foi anunciada, uma nova versão de "Realiti" apareceu no lançamento em CD e digital e a versão demo foi incluída como faixa bônus apenas na edição em CD.
Boucher compartilhou o título e a capa de Art Angels nas redes sociais em 19 de outubro de 2015 e anunciou que um novo videoclipe seria lançado na semana seguinte. Em 26 de outubro de 2015, Boucher revelou que seu novo álbum estaria disponível digitalmente em 6 de novembro de 2015, com lançamentos em formatos físicos em 11 de dezembro do mesmo ano. Para acompanhar o anúncio, Boucher lançou seu videoclipe autodirigido "Flesh Without Blood/Life in the Vivid Dream", um single digital para "Flesh Without Blood" e arte individual para cada faixa em Art Angels. "Scream" foi lançado como single promocional em 29 de outubro de 2015. Boucher também dirigiu um vídeo para "Kill V. Maim" com seu irmão Mac Boucher que foi lançado em 19 de janeiro. "Kill V. Maim" foi lançado em 4 de março de 2016 como o segundo single de Art Angels. Em 9 de maio de 2016, Boucher lançou outro videoclipe co-dirigido para "California", usando um mix  alternativo da música. A faixa também foi lançada como terceiro single do álbum no mesmo dia. Em 5 de outubro de 2016, Boucher lançou videoclipes autodirigidos para quatro músicas do álbum: "Butterfly", "World Princess part II", "Scream" e "Belly of the Beat", como parte de The AC!D Reign Chronicles, um projeto de vídeo de longa duração filmado em seu celular enquanto em turnê. Em 2 de fevereiro de 2017, Boucher lançou um videoclipe para "Venus Fly", estrelando a artista participante na canção Janelle Monáe com Boucher, que também dirigiu o vídeo.
Art Angels estreou em primeiro lugar na parada Top Alternative Albums da Billboard com vendas na primeira semana de 11.000 cópias, dando a Boucher seu primeiro número um na parada. Em fevereiro de 2016, o álbum tinha vendido 50.000 cópias nos Estados Unidos. O álbum também alcançou os números dois e 36 nas paradas Independent Albums e Billboard 200, respectivamente.O álbum estreou na posição 31 no UK Albums Chart, vendendo 2.964 cópias em sua primeira semana.Após o lançamento do álbum em CD cinco semanas depois, ele voltou a entrar nas paradas do Reino Unido na posição 59 com 4.193 cópias vendidas.

## Recepção crítica
| Críticas profissionais | Críticas profissionais |
| Pontuações agregadas   | Pontuações agregadas   |
| Fonte                  | Avaliação              |
| ---------------------- | ---------------------- |
| AnyDecentMusic?        | 8.0/10                 |
| Metacritic             | 88/100                 |
| Avaliações da crítica  |                        |
| Fonte                  | Avaliação              |
| AllMusic               | [ 6 ]                  |
| The A.V. Club          | A-                     |
| Billboard              | [ 31 ]                 |
| The Daily Telegraph    | [ 32 ]                 |
| The Independent        | [ 33 ]                 |
| NME                    | 4/5                    |
| Pitchfork              | 8.5/10                 |
| Rolling Stone          | [ 36 ]                 |
| Spin                   | 8/10                   |
| Vice (Expert Witness)  | A                      |

Art Angels recebeu ampla aclamação da crítica. No Metacritic, o álbum recebeu uma pontuação média de 88 em uma escala que vai até 100, com base em 32 críticas. Corbin Reiff, do The A.V. Club, o chamou de "liso e corajoso, divertido e engraçado, e horrível e grotesco de uma só vez" e disse que "também fará você balançar a bunda como nada mais". Ele também destacou a faixa "Kill V. Maim" como tendo "todo o peso das habilidades de Grimes como produtor e cantor". Na Billboard, Rob Tannenbaum elogiou Art Angels como "uma maravilha meticulosa, até obsessiva gravação de estúdio caseiro, sem compromissos por colegas de banda ou colaboradores". Maya Rose Radcliffe, da revista Clash, considerou-o "a representação mais verdadeira de Grimes que já ouvimos: Art Angels é um avanço de limites, é escutavel e é o trabalho mais ambicioso e consistente de Boucher até hoje" e elogiou a produção do álbum como a "única coisa que une tudo junto". Embora referindo-se a Art Angels como "simultaneamente [de Boucher] mais acessível e seu corpo de trabalho menos pessoal", Consequence of Sound também disse que exemplificava sua arte, sendo "performativo, maximalista, alegre e amplo".
El Hunt, da DIY, achou Art Angels "impossível de resistir", possuindo um "apelo instantâneo que agarra as extremidades". Cam Lindsay da Exclaim! disse que "valeu cada segundo de espera" e saudou o álbum como "um disco completo que é tudo o que o pop deveria ser em 2015: totalmente intransigente, imaginativo e, de alguma forma, universalmente acessível". Escrevendo para a NME, Barry Nicholson rejeitou as noções de que Boucher havia "sacrificado um pouco do que a fazia parecer tão alien quando sua estréia na 4AD com Visions emergiu" por "abraçar a ortodoxia pop", e comentou que "ela ainda está rindo e não sendo normal, só que desta vez, é todo caminho até o banco". Revisando para a Pitchfork, Jessica Hopper considerou o álbum a "evidência do trabalho de Boucher e uma articulação de uma visão pop que é indiscutivelmente dela, convidando o mundo em geral nisso", enquanto chama Boucher de "um zeitgeist humano, redesenhando todos os binários e limites pelos quais nós definimos a música pop e nos forçando a ir junto".
Em uma revisão menos entusiasmada para o The Observer, Kitty Empire afirmou que "embalado como está com toda essa bondade, Art Angels não consegue explodir sua mente de forma abrangente" e "em última análise, Grimes não reinventou a roda pop, ela apenas a conduziu um pouco fora da estrada". Similarmente, The Line of Best Fit deu ao álbum uma crítica média e escreveu que "em Art Angels, ouvimos que essa experimentação de alta arte cai no território mainstream com apenas momentos fugazes de brilho".

### Listas de final de ano e final de década
Art Angels foi votado por Robert Christgau o quinto melhor álbum de 2015 em sua votação para a pesquisa anual de crítica Pazz & Jop do The Village Voice.
| Publicação           | Reconhecimento                                    | Posição | Ref.   |
| -------------------- | ------------------------------------------------- | ------- | ------ |
| The A.V. Club        | Os 15 Melhores Álbuns de 2015                     | 4       | [ 46 ] |
| Billboard            | Os 25 Melhores Álbuns do ano                      | 3       | [ 47 ] |
| Consequence of Sound | Os 50 Melhores Álbuns de 2015                     | 3       | [ 48 ] |
| Exclaim!             | 'Top 20 Melhores Álbuns de Pop & Rock da Exclaim! | 1       | [ 49 ] |
| Fact                 | Os 50 Melhores Álbuns de 2015                     | 5       | [ 50 ] |
| The Guardian         | Os 100 Melhores Álbuns do Século 21               | 46      | [ 51 ] |
| The New York Times   | Os Melhores Álbuns de 2015 (por Jon Pareles)      | 3       | [ 52 ] |
| NME                  | Álbuns do Ano de 2015 da NME                      | 1       | [ 53 ] |
| Paste                | Os 50 Melhores Álbuns de 2015                     | 24      | [ 54 ] |
| Pitchfork            | Os 50 Melhores Álbuns de 2015                     | 3       | [ 55 ] |
| Pitchfork            | Os 200 Melhores Álbuns dos anos 2010              | 11      | [ 56 ] |
| Rolling Stone        | Os 20 Melhores Álbuns de 2015 de Rob Sheffield    | 2       | [ 57 ] |
| Slant Magazine       | Os 25 Melhores Álbuns de 2015                     | 3       | [ 58 ] |
| Spin                 | Os 50 Melhores Álbuns de 2015                     | 26      | [ 59 ] |
| Spin                 | Os 25 Melhores Álbuns Pop de 2015                 | 5       | [ 60 ] |
| Stereogum            | Os 50 Melhores Álbuns de 2015                     | 1       | [ 61 ] |
| Stereogum            | Os 100 Melhores Álbuns dos anos 2010              | 3       | [ 62 ] |

## Lista de faixas
Todas as faixas escritas por Grimes, exceto onde citado. Todas as faixas produzidas por Grimes.
| Art Angels – Edição padrão |                                 |                   |         |  |
| N.º                        | Título                          | Escritor(es)      | Duração |  |
| 1.                         | "Laughing and Not Being Normal" |                   | 1:47    |  |
| 2.                         | "California"                    |                   | 3:18    |  |
| 3.                         | "Scream" (com Aristophanes)     | Grimes Pan Wei-Ju | 2:20    |  |
| 4.                         | "Flesh Without Blood"           |                   | 4:24    |  |
| 5.                         | "Belly of the Beat"             |                   | 3:25    |  |
| 6.                         | "Kill V. Maim"                  |                   | 4:06    |  |
| 7.                         | "Artangels"                     |                   | 4:07    |  |
| 8.                         | "Easily"                        |                   | 3:03    |  |
| 9.                         | "Pin"                           |                   | 3:32    |  |
| 10.                        | "Realiti"                       |                   | 5:06    |  |
| 11.                        | "World Princess Part II"        |                   | 5:05    |  |
| 12.                        | "Venus Fly" (com Janelle Monáe) | Grimes Monáe      | 3:45    |  |
| 13.                        | "Life in the Vivid Dream"       |                   |         |  |
| 14.                        | "Butterfly"                     |                   |         |  |
| Duração total:             | Duração total:                  | Duração total:    | 49:37   |  |

| Faixa bônus da edição em CD |                  |         |  |
| N.º                         | Título           | Duração |  |
| 15.                         | "Realiti" (demo) | 4:18    |  |

| Faixa bônus da edição japonesa |                       |         |  |
| N.º                            | Título                | Duração |  |
| 16.                            | "Go" (BloodPop Remix) | 3:23    |  |

Notas
- "Laughing and Not Being Normal" é estilizado em caixa baixa.
- "Scream" é estilizado em caixa alta.
- "Realiti" é estilizado como "REALiTi". A faixa é excluída das prensagens em vinil.

Créditos de sample
- "Butterfly" contém um sample de "Penguim Dancer" co-escrito por Masayoshi Takanaka e Shu Suzuki.

## Pessoal
Créditos adaptados do encarte de Art Angels.
- Grimes – vocais, produção, engenharia
- Mark "Spike" Stent – mixagem
- Geoff Swan – assistência de mixagem
- Tom Coyne – masterização
- Randy Merrill – masterização

## Desempenho nas paradas musicais
| Parada (2015–16)                                | Melhor posição |
| ----------------------------------------------- | -------------- |
| Austrália (ARIA)                                | 30             |
| Bélgica (Ultratop de Flandres)                  | 82             |
| Canadá (Billboard)                              | 16             |
| Países Baixos (Album Top 100)                   | 84             |
| Grécia (IFPI)                                   | 52             |
| Irlanda (IRMA)                                  | 31             |
| Irlanda (Independent Albums) (IRMA)             | 4              |
| Japão (Oricon)                                  | 114            |
| Nova Zelândia (RMNZ)                            | 28             |
| Escócia (OCC)                                   | 40             |
| Reino Unido (OCC)                               | 31             |
| Reino Unido (Independent Albums) (OCC)          | 6              |
| Estados Unidos (Billboard 200)                  | 36             |
| Estados Unidos (Alternative Albums) (Billboard) | 1              |
| Estados Unidos (Independent Albums) (Billboard) | 2              |

| Parada (2016)                                   | Posição |
| ----------------------------------------------- | ------- |
| Estados Unidos (Independent Albums) (Billboard) | 34      |

## Histórico de lançamento
| Região | Data                   | Formato                    | Gravadora                       | Ref.   |
| ------ | ---------------------- | -------------------------- | ------------------------------- | ------ |
| Várias | 6 de novembro de 2015  | Download digital streaming | 4AD                             | [ 12 ] |
| Canadá | 6 de novembro de 2015  | Download digital streaming | Eerie Organization Crystal Math | [ 79 ] |
| Várias | 11 de dezembro de 2015 | CD LP cassete              | 4AD                             | [ 80 ] |